# Železničná spoločnosť Slovensko

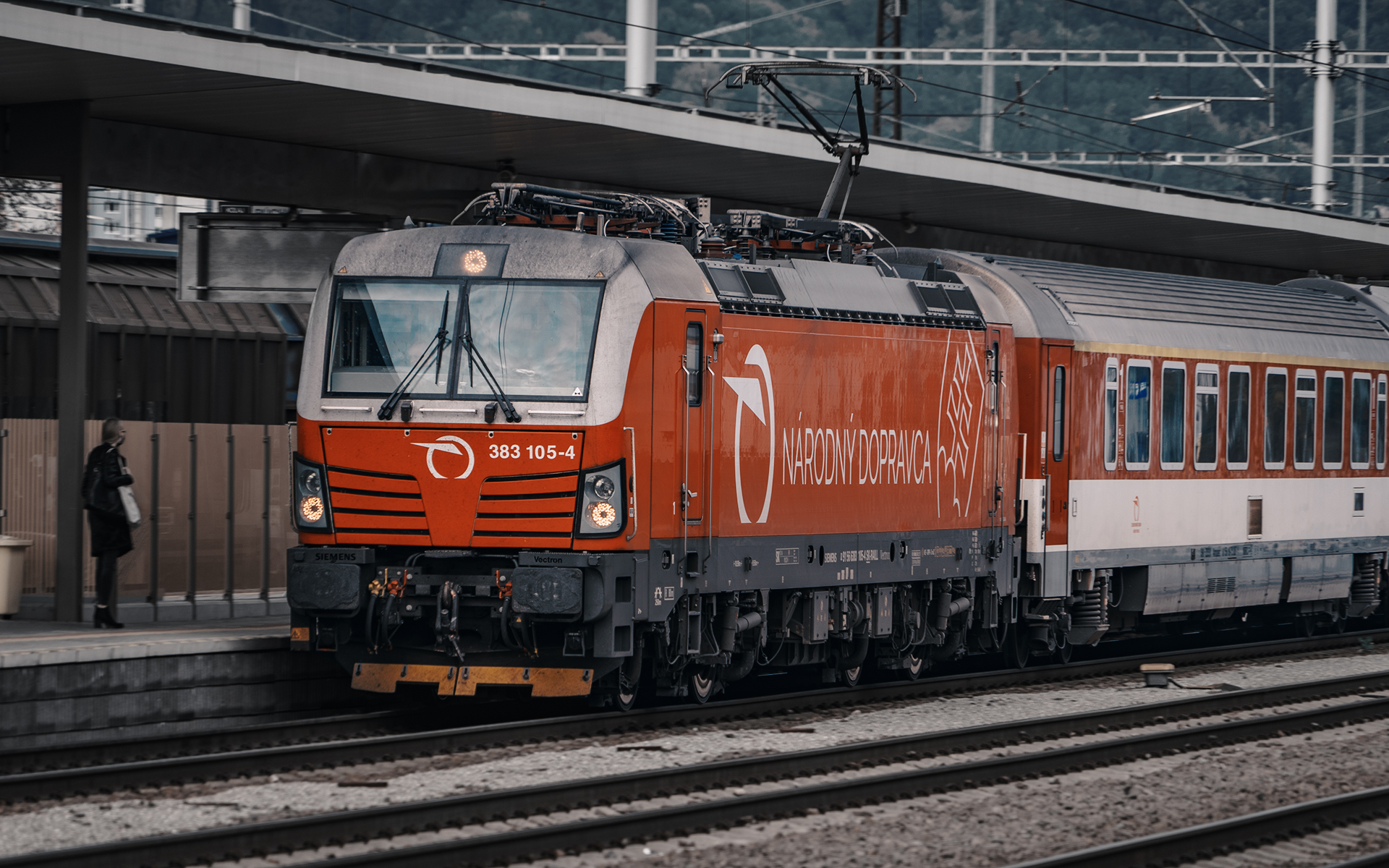
Siemens Vectron ZSSK

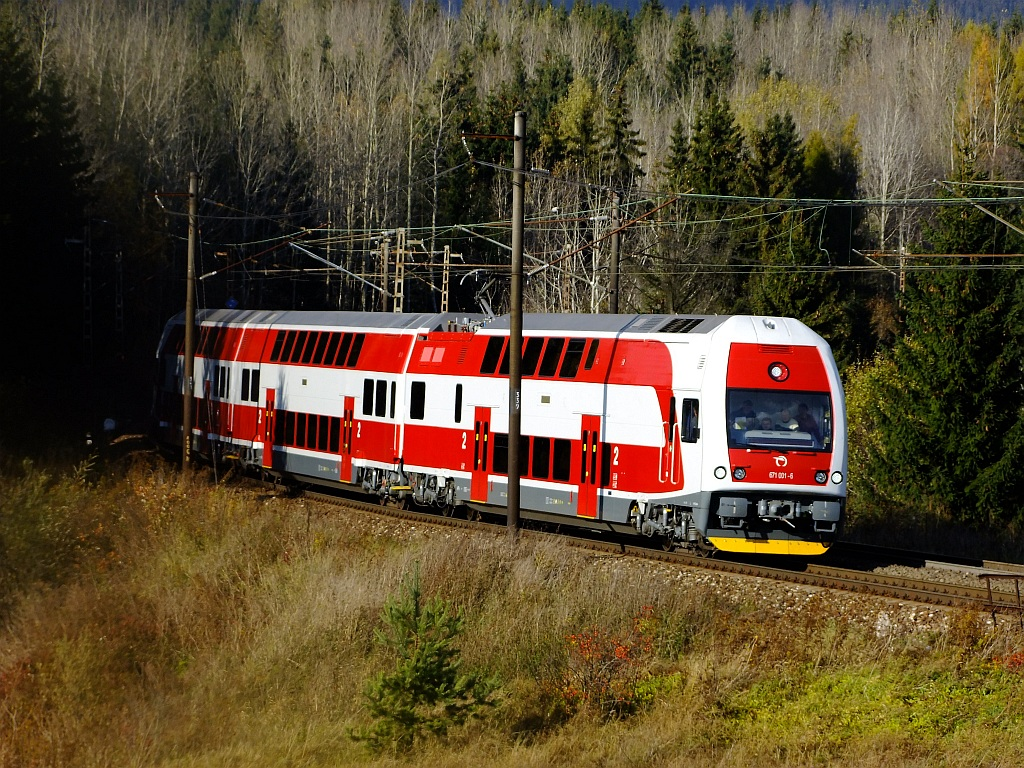
ZSSK 671

Železničná spoločnosť Slovensko, a.s. (ZSSK; dosł. Spółka Kolejowa Słowacja) – państwowa spółka akcyjna na Słowacji obsługująca pociągi pasażerskie. Siedziba firmy mieści się w Bratysławie.
W 2002 r. w wyniku podziału przedsiębiorstwa Železnice Slovenskej republiky, które zajmowało się transportem towarowym i osobowym, powstała spółka Železničná spoločnosť. W roku 2005 została ona ponownie podzielona na Železničná spoločnosť Slovensko (zajmująca się transportem pasażerskim) oraz Železničná spoločnosť Cargo Slovakia (ZSSK CARGO lub ZSCS; zajmuje się transportem towarowym).
W styczniu 2011 r., ZSSK straciła monopol na przewóz pasażerów. Wówczas prywatny przewoźnik RegioJet podpisał umowę na obsługę linii Bratysława – Dunajska Streda – Komárno.